# 나단

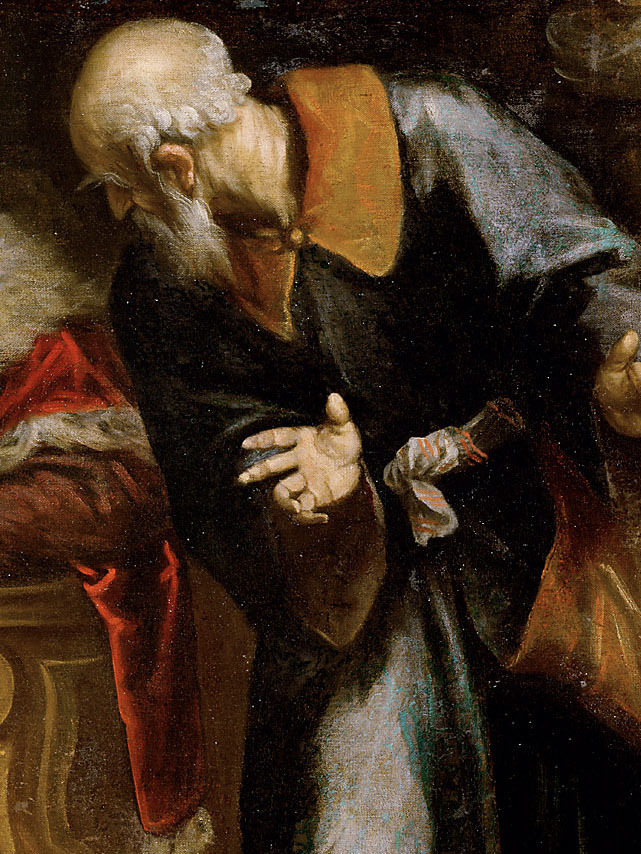

나단(히브리어: נתן)은 구약 성경에 등장하는 예언자이다. 다윗 왕의 통치 기간 동안 활약했다. 다윗은 야훼를 위해 성전을 건축하겠다고 나단에게 털어 놓았다. 나단은 그것에 동참했지만 야훼가 밤에 나단에게 나타나 다윗이 아니라 자손에 의해서 영원히 계속 집을 지어 줄 것을 약속했다. 그의 행동은 사무엘기, 열왕기, 역대기(특히 사무엘하 7:2-17, 12:1-25)에 묘사되어 있다.

## 성경 인용
나단은 다윗 왕 시대의 궁정 예언자였다. 사무엘하 7장 2절과 역대상 17장 1절에서 그는 다윗의 조언자로 소개된다. 다윗은 나단과 함께 자신의 안락한 집과 언약궤가 놓인 천막의 대조를 숙고한다. 나단은 이어서 다윗에게 하나님께서 그와 맺으신 언약을 전한다(사무엘하 7장 4-17절, 나단의 신탁으로 알려진 구절). 언약궤를 위한 집(즉, 건물)을 짓겠다는 다윗의 제안과 다윗을 위한 집(즉, 왕조)을 세우시려는 하나님의 계획을 대조한다. 나중에 나단은 다윗이 밧세바와 간통한 것을 질책하기 위해 다윗을 찾아온다. 밧세바는 헷 사람 우리아의 아내였는데, 다윗은 밧세바를 죽이고 다윗의 이전 죄를 은폐하려 했다(사무엘하 12장 7-14절).
역대기에 따르면, 나단은 다윗(대상 29:29)과 솔로몬(대하 9:29)의 통치에 대한 역사를 기록했으며, 성전 음악에도 참여했다(대하 29:25 참조).
열왕기상 1장 8-45절에서 나단은 죽어가는 다윗에게 아도니야가 왕이 되려는 음모를 알려 주고, 그 결과 솔로몬이 왕으로 추대되었다고 전한다. 나단은 솔로몬 왕의 기름 부음 의식을 주관한다. 미드라쉬에 따르면 솔로몬 왕의 왕좌 양쪽에는 두 개의 명예석이 있었는데, 하나는 나단을 위한 것이고 다른 하나는 선견자 갓을 위한 것이었다.
사라진 선지자 나단서가 역대기상하에서 언급된다. 이 책은 분실된 것으로 보이지만, 일부 사람들은 그 내용 중 일부가 사무엘서나 열왕기에 편입되었을 것이라고 추측한다. 15세기 유대인 학자 이삭 아바르바넬은 사무엘이 나단서를 시작했고 나단이 완성했다고 주장한다.
다윗은 밧세바에게서 난 아들 솔로몬에게 왕위 계승을 약속했다. 나단은 밧세바에게 아도니야의 주장에 대해 왕에게 항의하라고 조언하며, 그녀의 말을 시기적절하게 확인하겠다고 약속했다. 이 계획은 성공했고, 다윗의 명령에 따라 나단과 제사장 사독은 솔로몬을 왕위 계승자로 선포하고 기름을 부었다(열왕기상 1장 5-39절).
이 구절들 외에도 나단은 (1) 사무엘하 12장 25절에서 솔로몬에게 여디디야("하나님의 친구")라는 이름을 준 것으로 언급된다. (2) 시편 11편(제목에 있음), (3) 역대상 17장 2-15절(사무엘하 7장의 반복), (4) 역대상 29장 29절, 그리고 (5) 역대하 9장 29절에도 언급된다. 마지막 두 구절에서는 나단이 다윗과 솔로몬의 통치를 기록한 역사가로 언급된다. 그는 역대기에서 밧세바 사건이나 솔로몬의 기름 부음과 관련하여 언급되지 않는다. 헤브론 근처 할훌에 있는 한 무덤이 나단의 무덤으로 지적되지만, 이는 의심스럽다. 나단의 두 아들 아사랴와 자붓은 솔로몬 치하의 왕자와 관리로 언급된다(열왕기상 4장 5절).
나단에 대해서는 랍비들이 모두 침묵하고 있는데, 단 한 구절만 예외이다. R. 유다가 "쉽게 끊어지지 않는 삼겹줄"이 아도니야에 맞서 솔로몬의 왕위를 지키기 위한 밧세바, 다윗, 나단의 공동 노력이었다고 언급한 부분이다(전도서 4장 12절). 많은 양 떼를 거느린 부자와 양 한 마리만을 거느린 가난한 사람에 대한 나단의 비유는 이슬람 전통(코란, 수라 38장 20-25절)에서도 찾아볼 수 있다.